# Векилова, Фируза
Фируза Векилова (азерб. Firuzə Abbasqulu bəy qızı Vəkilova; 1878, Сальян, Бакинская губерния — 1927, Баку) — азербайджанский педагог и просветитель.

## Биография
Родом из села Салахлы Газахского района. Дочь полковника русской армии Аббасгулу бека Векилова (1844—1927) из известного рода Векиловых.
Была украдена будущим мужем Меджидом Бейбутовом (который не надеялся получить согласие на брак из-за более низкого социального происхождения). Пара поселилась в Тифлисе, где Фируза прожила оставшуюся жизнь.
Окончила женскую гимназию им. св. Нины в Тифлисе. Свободно говорила на русском, армянском и французском языках. Работала учителем. Организовала в городе женское мусульманское общество, где происходило обучение этикету, русскому, армянскому и французскому языкам. Ставила спектакли в драматическом кружке.
Жена певца Меджида Бейбутова и мать певца Рашида Бейбутова.
Воспитала троих детей, младший из которых — Рашид — стал эстрадным и оперным певцом.
История любви Фирузы и Меджида легла в основу оперетты «Аршин мал алан» Узеира Гаджибекова.